# المؤتمر الثالث للتحالف الدولي لحقوق المرأة
أقيم المؤتمر الدولي الثالث للمرأة لتحالف الاقتراع في كوبنهاغن في الدنمارك في 11,10,9,8,7 من شهر أغسطس عام 1906. و قد ضم المؤتمر أعضاء كالمنظمة القومية الكندية، ومنظمات أخرى في هنغاريا وإيطاليا، بالإضافة إلى موافقة الكونغرس على ضم 12 دولة من الاتحاد السوفييتي. و أيضا ضم مندوبين من فنلندا، وأيسلندا، وفرنسا، بذلك أصبحت لجنة المؤتمر تضم 15 دولة. إلى جانب تعيين لجنة من أجل اتحاد الجمعيات الفنلندية من أجل مشاركتها في تحالف الاقتراع، والذي عرفت بعد ذلك باسم "Unionem" فنلندا.

## اقرأ أيضا
- المؤتمر الأول للتحالف الدولي لحق المرأة في التصويت
- المؤتمر الثامن لحق المرأة الدولي في الاقتراع
- المؤتمر الثاني للتحالف الدولي لحق المرأة في التصويت
- المؤتمر الخامس للتحالف الدولي لحق المرأة في الإقتراع
- المؤتمر الرابع للتحالف الدولي لحق المرأة في التصويت
- المؤتمر السابع للتحالف الدولي لحقوق المرأة
- المؤتمر السادس للتحالف الدولي لحقوق المرأة